# Bernd Riexinger
Bernd Riexinger (Leonberg, 1955. október 30. –) német politikus és szakszervezeti alkalmazott. 2012 és 2021 között a Baloldali Párt társelnöke volt.

## Életpályája
2017-ben a Bundestag tagja lett.